# Löbbensee
Der Löbbensee, auch Lep’msee, ist ein Gebirgssee (2226 m ü. A.) im Gschlößkamm der Venedigergruppe im Norden Osttirols (Gemeinde Matrei in Osttirol).
Der Löbensee liegt im Osten des Gschlößkamms zwischen dem Vorderen Plattenkogel (2672 m ü. A.) im Nordwesten, dem Hinteren Plattenkogel (2741 m ü. A.) im Westen und dem Spitzkogel (2606 m ü. A.) im Südosten. Es handelt sich um einen Karsee, dessen Farbe als türkisblau beschrieben wird. Der Löbbensee wird überwiegend vom Abfluss einer etwas höher gelegenen Lacke gespeist, die ihrerseits den Abfluss des noch höher gelegenen Wildensee aufnimmt. Zudem nimmt der Löbbensee einen kleinen Bach auf, der die Abhänge zwischen dem Hinteren bzw. Vorderen Plattenkogel entwässert. Der Abfluss des Löbbensees erfolgt über den Löbbenbach zum Tauernbach.
Der Name des Löbbensees leitet sich vom mundartlichen Wort Leipen (slowenisch lépen) ab, das die Bedeutung „großes Blatt“ hat bzw. vielleicht auch Platte bedeutete. Als Bedeutung des Namens Löbbensee kann daher „Plattensee“ oder „Steinsee“ angenommen werden. Bei einer Untersuchung in den 1980er Jahren wurde im Löbbensee eine Population Seesaiblinge beschrieben, wobei zahlreiche Seen in der Region bereits im Mittelalter mit Fischen besetzt wurden.

## Weblinks

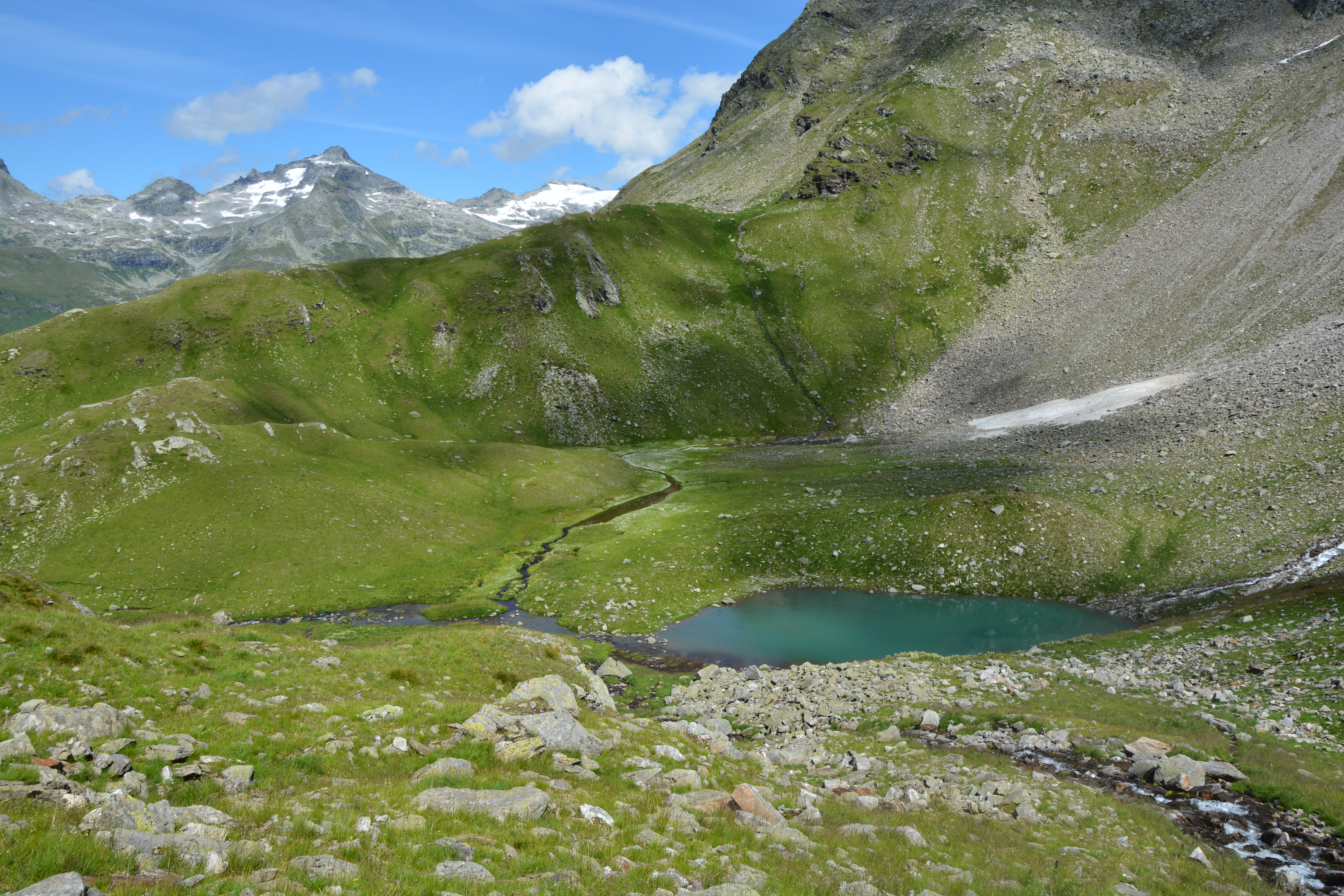
Die den Löbbensee speisende Lacke